# RhB Ge 6/6 I
La Ge 6/6 I est une locomotive électrique des chemins de fer rhétiques (RhB). Du fait de leur forme et de leur structure – semblable aux Ce 6/8 des CFF – ces machines de type CC ont été surnommées "crocodiles rhétiques" par les amateurs, la dénomination officielle restant "CC".

## Histoire

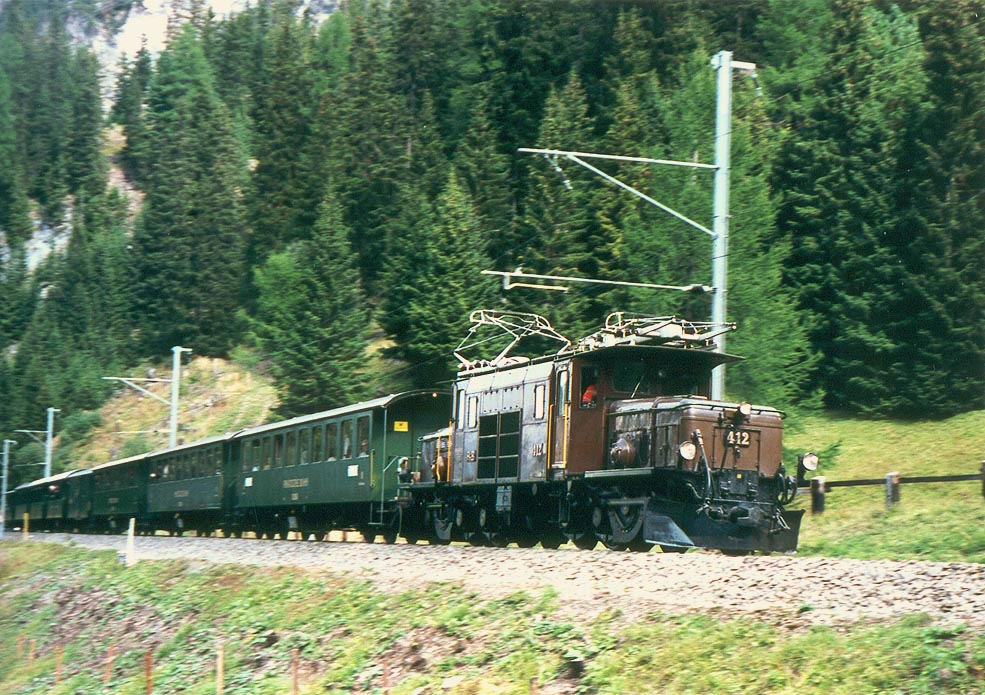
La 412, aujourd'hui détruite, en tête d'un train spécial à Preda sur la ligne de l'Albula.

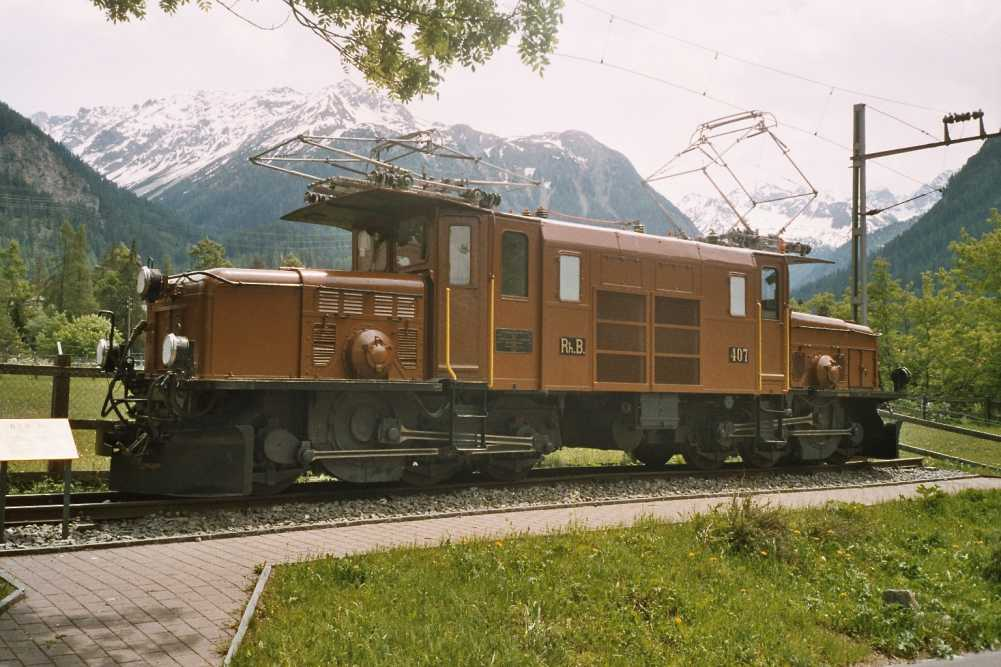
La 407 était exposée de 1994 à 2011 devant la gare de Bergün. Elle se trouve depuis devant le musée du chemin de fer de l'Albula.

À la suite de l'électrification, en 1919, de la ligne de l'Albula, les RhB commandèrent en 1921 six machines numérotées Ge 6/6 401 à 406. L'extension de l'électrification à la ligne Landquart-Davos nécessitait de nouvelles locomotives, plus puissantes que les séries précédentes Ge 2/4 et Ge 4/6. Les constructeurs étaient la SLM Winterthur, BBC et Oerlikon. 15 exemplaires furent mis en service jusqu'en 1929 :
- les 401 à 406 en 1921 ;
- les 407 à 410 en 1922 ;
- les 411 et 412 en 1925, et ;
- les 413 à 415 en 1929.

Ces nouveaux engins permirent d'évincer les locomotives à vapeur du réseau de base. Elles remorquèrent des trains lourds et prestigieux, dont le Glacier-Express.
Après plus de 50 ans de service, la première machine fut radiée en 1974. Depuis 1958, les nouvelles locomotives Ge 6/6 II remplaçaient les crocodiles sur les services les plus difficiles. La livraison, dès 1973, des Ge 4/4 II accéléra le déclin des Ge 6/6 I, si bien qu'en 1984 six locomotives furent radiées. Depuis la réforme de la 411 à la suite d'un accident en juillet 2001 – elle se trouve aujourd'hui au Deutsches Museum – seules les 414 et 415 restent en état de marche. Elles sont basées à Landquart et à Samedan. La 412 a été peinte en bleu foncé en 2006, pour les 75 ans du Glacier-Express, mais elle fut réformée et démolie en 2008 à la suite d'une avarie de bielles.
Les 15 locomotives, numérotées 401 à 415, n'ont pas de nom. Six d'entre elles existent encore, dont deux sont encore en service aux RhB. La Ge 6/6 I 407 se trouve à Bergün devant le musée du chemin de fer de l'Albula, garnie d'un simulateur de conduite. Neuf locomotives ont été détruites : la 401 après un accident en 1975, six autres après la livraison de la deuxième tranche des Ge 4/4 II en 1984. Enfin, les 413 et 412 en 1996 et 2008 ont été détruites après avoir servi de réserves de pièces à la suite d'avaries de transmission.

## Liste des Ge 6/6Ides chemins de fer rhétiques
| Numéro | Mise en service | Réforme | État |
| ------ | --------------- | ------- | --- |
| 401    | 30.06.1921      | 1974    | Accidentée et démolie en 1975                                                                                               |
| 402    | 11.07.1921      | 1985    | Exposée au Musée suisse des transports à Lucerne                                                                            |
| 403    | 19.07.1921      | 1984    | Démolie |
| 404    | 30.07.1921      | 1984    | Démolie |
| 405    | 19.08.1921      | 1984    | Démolie |
| 406    | 16.09.1921      | 1984    | Exposée aux ateliers BBC à Oerlikon, puis en 1999 à Pratteln, et dès 2005 au musée ferroviaire de Kerzers-Kallnach          |
| 407    | 20.07.1922      | 1985    | Exposée à l'UBS à Zurich, puis en 1994 en gare de Bergün, depuis 2011 devant le musée du chemin de fer de l'Albula à Bergün |
| 408    | 12.08.1922      | 1984    | Démolie |
| 409    | 29.08.1922      | 1984    | Démolie |
| 410    | 24.10.1922      | 1984    | Démolie |
| 411    | 26.10.1925      | 2000    | Radiée à la suite d'un accident, depuis 2001 au Deutsches Museum à Munich                                                   |
| 412    | 27.11.1925      | 2008    | Démolie en 2008 |
| 413    | 17.06.1929      | 1993    | Démolie en 1996 |
| 414    | 25.06.1929      | -       | Préservée en état de marche                                                                                                 |
| 415    | 02.07.1929      | -       | Préservée en état de marche                                                                                                 |

## Modélisme
Les Ge 6/6 I ont été reproduites dans différentes versions, notamment en HOm par Bemo et en IIm par LGB.